# Rattelsdorf (Türingia)
Rattelsdorf település Németországban, azon belül Türingiában. Lakosainak száma 74 fő (2023. december 31.).

## Népesség
A település népességének változása:
| Lakosok száma | 74   | 78   | 74   | 74   | 74   |
|               | 2017 | 2019 | 2021 | 2022 | 2023 |